# Cnesmone laevis
Cnesmone laevis är en törelväxtart som först beskrevs av Henry Nicholas Ridley, och fick sitt nu gällande namn av Airy Shaw. Cnesmone laevis ingår i släktet Cnesmone och familjen törelväxter. Inga underarter finns listade i Catalogue of Life.